# Tsé-tsé primário
Tsé-tsé primário é uma bomba de fissão utilizada em vários projetos termonucleares dos Estados Unidos. Foi utilizada nas ogivas B43, W50, B57 e W59.
Presume-se que seja uma versão evoluída da ogiva W44, sendo normal ogivas de fissão de pequena potência e tamanho serem reaproveitadas em primários, este projeto de primário tinha um problema de confiabilidade que também foi conpartilhado com o Python Primário.